# Jerzy Otomański
Jerzy Otomański (ur. 19 marca 1929 w Poznaniu, zm. 26 sierpnia 2006) – polski architekt.

## Życiorys
Absolwent Wydziału Architektury Szkoły Inżynierskiej w Poznaniu (1952). Od 1952 do 1974 pracował w poznańskim „Miastoprojekcie”, od 1974 do 1976 w poznańskim oddziale przedsiębiorstwa „Polodlew”, a po 1978 w Instytucie Turystyki w Poznaniu.
Pochowany na cmentarzu Górczyńskim w Poznaniu.

## Realizacje
Najistotniejsze prace:
- zespół szpitala powiatowego we Włocławku wraz z internatem,
- Sanatorium Wojskowe w Ciechocinku (wraz z Jerzym Wciorko i Andrzejem Gałkowskim),
- Dom Zdrojowy i zakład balneologiczny w Ciechocinku (wraz z M. Kyclerem i Andrzejem Gałkowskim),
- Klinika Pediatrii Akademii Medycznej w Poznaniu,
- Komendy Dzielnicowe MO: Poznań-Wilda (ul. Chłapowskiego) i Poznań-Grunwald (ul. Grunwaldzka)[2].